# Yunganastes ashkapara
Espèce
Synonymes
- Eleutherodactylus ashkapara Köhler, 2000
- Pristimantis ashkapara (Köhler, 2000)

Statut de conservation UICN

 VU D2 : Vulnérable
Yunganastes ashkapara est une espèce d'amphibiens de la famille des Craugastoridae.

## Répartition
Cette espèce est endémique de Bolivie. Elle se rencontre dans la province de Chapare dans le département de Cochabamba et dans la province de Manuel María Caballero dans le département de Santa Cruz entre 1 700 et 2 100 m d'altitude.

## Publication originale
- Köhler, 2000 : New species of Eleutherodactylus (Anura: Leptodactylidae) from cloud forest of Bolivia. Copeia, vol. 2000, no 2, p. 516-520.